# Дункан Грант

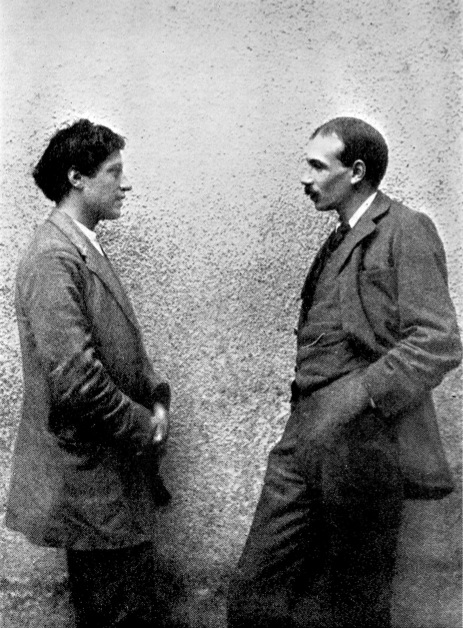
Грант і Кейнс

Дункан Грант (англ. Duncan Grant; 21 січня 1885, Ротімарчус, Шотландія — 9 травня 1978) — шотландський художник, член групи Блумсбері, Нового англійського художнього клубу та групи Кемден Таун.

## Життєпис
Народився у північній Шотландії, провів дитинство в Індії, живопис вивчав у лондонській Школі витончених мистецтв Слейд, а також у Парижі та Італії.
Знаходився під творчим впливом художника Роджера Фрая, разом із яким працював. Окрім портретного та пейзажного живопису, художник займався також художньою керамікою, розписом тканин та театральним дизайном.
У 1920-х, як і Стенлі Спенсер, Пол Неш і Марк Гретлер, перебував у Новому англійському художньому клубі.
Будучи близьким родичем (двоюрідним братом) психоаналітика Джеймса і літератора та історика Літтона Стрейчі, за їх посередництвом Грант входив до кола членів впливової групи Блумсбері, де він близько зійшовся з поетом Рупертом Бруком та альпіністом Джорджем Мелло. У Гранта були любовні стосунки з економістом Джоном Кейнсом та художником Девідом Гарнеттом.
Перед Першою світовою війною, попри свою гомосексуальність, Грант зійшовся з художницею Ванессою Белл, сестрою англійської письменниці Вірджинії Вулф. У 1916 вони зняли будинок у Чарльстоні, Суссекс, де створили собі художню майстерню. У 1918 у Ванесси від Гранта народилася дочка Ангеліка, проте сексуальне життя між нею та Дунканом завершилося ще до народження доньки. Однак, ця пара продовжувала жити разом аж до смерті Ванесси в 1961 (що зовсім не заважало Дункану захоплюватися чоловіками протягом усього цього часу).
Похований поряд з Ванессою Белл на цвинтарі при церкві святого Петра у Фірлі, графство Східний Суссекс.